# 1020

## Nașteri
- Wulfhilda (Ulfhilda) de Norvegia, prințesă a Norvegiei (d. 1071)

## Decese
- dată necunoscută: Firdoùsi  (n. 940)
- dată necunoscută: Leif Eriksson explorator islandez (n. 978)
- dată necunoscută: Abhinavagupta  (n. 950)
- dată necunoscută: Åsta Gudbrandsdatter  (n. ?)
- 23 aprilie: Melus din Bari  (n. ?)
- dată necunoscută: Ștefan I de Troyes  (n. ?)
- 15 iunie: Dattus  (n. 980)
- dată necunoscută: Rudolf Drengot  (n. ?)